# 楊邵倫
楊邵倫（12月30日—）是台灣的漫畫家。以愛是億萬伏特刊載於《星少女》而正式出道。
代表作為《愛是億萬伏特》。

## 簡歷
- 出道時為少女漫畫家。1998年，以愛是億萬伏特於《星少女》月刊開始連載。《星少女》停刊後停止創作一段時間，直到《龍少年》月刊復刊後，轉型創作少年漫畫，並以〈壞孩子漫畫教室〉於《龍少年》月刊開始連載。
- 與漫畫家游圭秀合組一個工作室並共同經營網誌。

## 作品一覽

### 短篇漫畫
- 星少女漫畫教室「基礎篇」

### 長篇漫畫
- 愛是億萬伏特
- 壞孩子漫畫教室

### 單行本
- 愛是億萬伏特（4集未完）
- 壞孩子漫畫教室（3集未完）
- 星少女漫畫教室「基礎篇」 - 楊邵倫、賴安、羅玲、王宜文、李崇萍合著

## 外部連結
- 無聊各倫秀（游圭秀與楊卲倫共同網誌）